# Dolné Otrokovce
Dolné Otrokovce (deutsch Unterotrokowitz, ungarisch Alsóatrak) ist eine Gemeinde im Westen der Slowakei mit 396 Einwohnern (Stand 31. Dezember 2024), die zum Okres Hlohovec, einem Teil des Trnavský kraj, gehört.

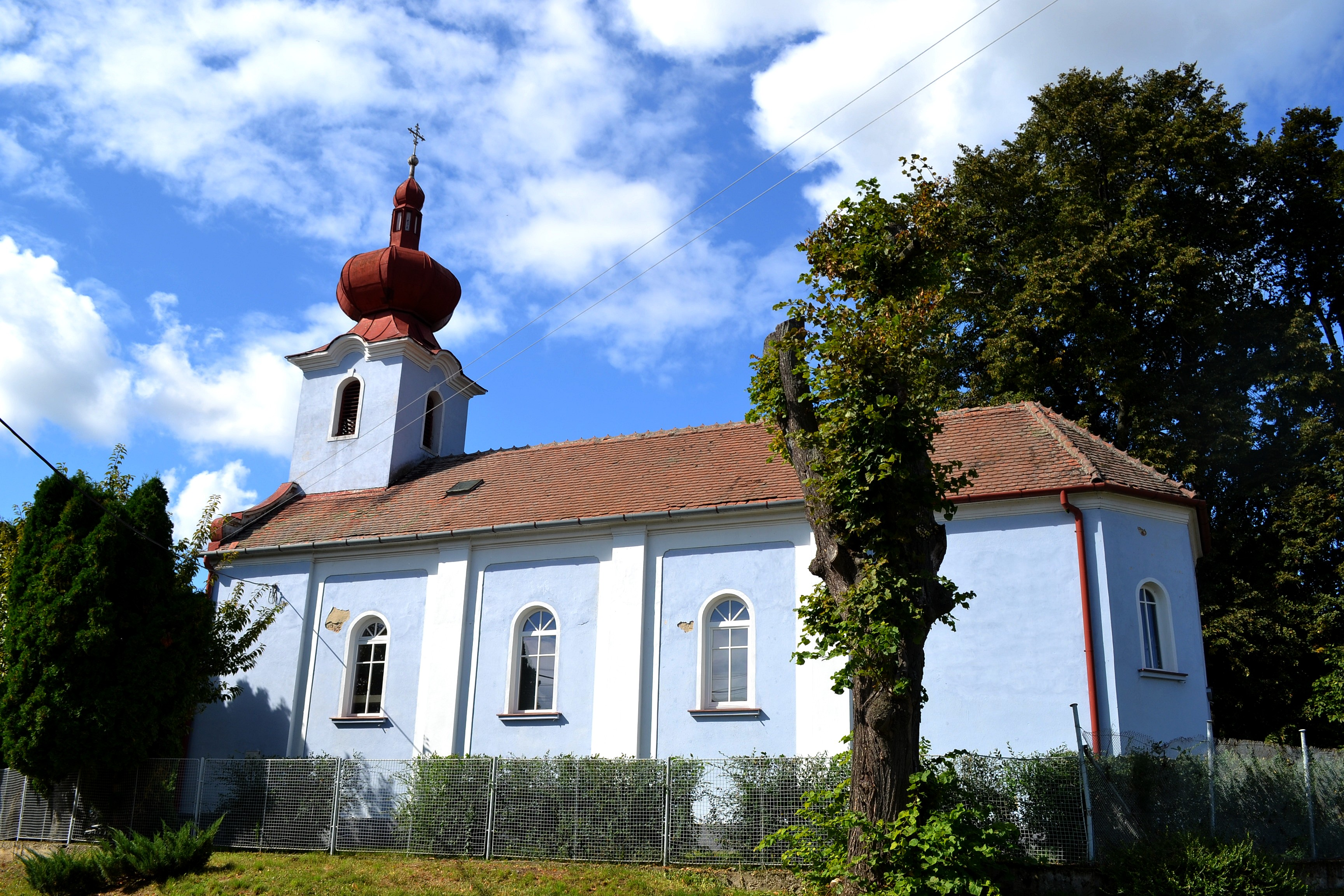
Kirche

## Geographie
Die Gemeinde befindet sich im Westteil des Hügellands Nitrianska pahorkatina (Teil des Donauhügellands) am Bach Stoličný potok, unweit des Gebirges Považský Inovec. Das Ortszentrum liegt auf einer Höhe von 180 m n.m. und ist 14 Kilometer von Hlohovec entfernt.
Nachbargemeinden sind Tekolďany im Norden, Merašice im Osten, Dolné Trhovište im Süden, Horné Trhovište im Westen und Horné Otrokovce im Nordwesten.

## Geschichte
Dolné Otrokovce entwickelte sich aus dem ursprünglichen Ort Otrokovce und wurde zum ersten Mal 1249 als Also Atrak schriftlich erwähnt.
Bis 1918 gehörte der im Komitat Neutra liegende Ort zum Königreich Ungarn und kam danach zur Tschechoslowakei beziehungsweise heute Slowakei.

## Bevölkerung
| Jahr                | 1994 | 2004    | 2014     | 2024    |
| ------------------- | ---- | ------- | -------- | ------- |
| Anzahl der Personen | 318  | 342     | 382      | 396     |
| Unterschied         |      | +7,54 % | +11,69 % | +3,66 % |

| Jahr                | 2023 | 2024    |
| ------------------- | ---- | ------- |
| Anzahl der Personen | 395  | 396     |
| Unterschied         |      | +0,25 % |

Nach der Volkszählung 2011 wohnten in Dolné Otrokovce 364 Einwohner, davon 331 Slowaken und drei Magyaren. Ein Einwohner gab eine andere Konfession an und 29 Einwohner machten keine Angabe zur Ethnie. 298 Einwohner bekannten sich zur römisch-katholischen Kirche und sieben Einwohner zur Evangelischen Kirche A. B. 17 Einwohner waren konfessionslos und bei 42 Einwohnern wurde die Konfession nicht ermittelt.

## Bauwerke
- römisch-katholische Erzengel-Michael-Kirche aus dem Jahr 1934